# 1815 год в литературе

## События
- 8 января — А. С. Пушкин читает Державину своё стихотворение «Воспоминание в Царском Селе».

## Книги
- «Проказник» — первая комедия Михаила Загоскина.
- «Эмма» — автор Джейн Остин.

## Родились
- 30 января – Карл Фридрих Герок, немецкий поэт и писатель (умер 1890).
- 31 января — Кароль Куч, польский драматург, поэт, журналист, редактор (умер в 1892).
- 6 марта — Пётр Павлович Ершов, русский поэт, автор сказки «Конёк-Горбунок» (умер в 1869).
- 21 мая – Адольф Бёттгер, немецкий поэт (умер 1870).
- 6 июля — Вильгельм Тангерман, немецкий богослов, писатель (умер в 1907).
- 15 июля — Энрике Хиль-и-Карраско, испанский писатель и поэт (умер в 1846).

## Умерли
- 15 июля — Франсуа-Луи Эшерни, швейцарский писатель (родился в 1733).
- 26 октября — Корнелис ван дер Аа, голландский писатель, книготорговец (родился в 1749).
- 20 ноября — Ян Потоцкий, польский писатель-романтик, учёный-археолог, путешественник (родился в 1761).